# خان‌محمد-بونائن
خان‌محمد-بونائن (ترکی آذربایجانی: Xanməmməd-Bünaən) یک منطقهٔ مسکونی در جمهوری آرتساخ است که در استان شاهومیان واقع شده‌است.